# Liste der Monuments historiques in Brennes
Die Liste der Monuments historiques in Brennes führt die Monuments historiques in der französischen Gemeinde Brennes auf.

## Liste der Immobilien
| Bezeichnung      | Beschreibung                     | Standort                 | Kennzeichnung | Schutzstatus | Datum | Bild           |
| ---------------- | -------------------------------- | ------------------------ | ------------- | ------------ | ----- | -------------- |
| Wegekreuz        | aus dem 15. oder 16. Jahrhundert | Rue des Fontaines (Lage) | PA00078968    | Classé       | 1901  | weitere Bilder |
| Kirche St-Didier | aus dem 13. Jahrhundert          | Rue de l’Église (Lage)   | PA00078969    | Classé       | 1925  | weitere Bilder |

## Liste der Objekte
| Bezeichnung               | Beschreibung           | Standort                       | Kennzeichnung | Schutzstatus | Datum | Bild |
| ------------------------- | ---------------------- | ------------------------------ | ------------- | ------------ | ----- | ---- |
| Skulptur Madonna mit Kind | Stein, 14. Jahrhundert | in der Kirche St-Didier (Lage) | PM52000153    | Classé       | 1974  |      |